# Adriena Šimotová
Adriena Šimotová (6. srpna 1926 Praha – 19. května 2014 Praha) byla česká malířka, grafička a sochařka.
Celou její tvorbou prostupoval hluboký zájem o člověka, síť vztahů a symboliku lidského těla, směřoval do nitra člověka, nikoli k jeho tělesné schránce. Opustila klasickou malířskou techniku a různými technikami zpracovávala papír a textil. Spolu se svým manželem, malířem Jiřím Johnem, byli při zakládání české umělecké skupiny UB 12. Rovněž byla členkou uměleckého seskupení malířů skupiny G7.
Upoutala na sebe pozornost svou svéráznou uměleckou technikou, která spočívá v mačkání, prořezávání a vrstvení papíru. Tímto vznikala díla s otisky dlaní, chodidel nebo celého těla. Po celý život se snažila vytvářet nové techniky a postupy a přispívala tím k oživení české výtvarné scény. S životními těžkostmi se vyrovnávala svým vlastním způsobem, který se odráží v její výtvarné práci. Sama uváděla, že utrpení a bolest ji zpevnily a otevřely pro ni nové obzory. Její obrazy jsou vidět ve sbírkách např. v Tokiu, Washingtonu, Paříži, Stockholmu a na mnoha českých výstavách.

## Život
Pocházela z evangelické rodiny, která patřila k pražské střední vrstvě. Její otec byl technický úředník původem z chudé rolnické rodiny. Matka vystudovala Vysokou školu uměleckoprůmyslovou, avšak celý život byla ženou v domácnosti. Její tvorbu ze všech členů rodiny nejvíce ovlivnila její babička, švýcarská Francouzka, která vytvářela rodinné intelektuální zázemí.
Její dětství i následnou tvorbu silně poznamenala druhá světová válka. Po okupaci Sudet přišli do její třídy noví žáci, vyhnaní z pohraničí, naopak ze třídy odešli její židovští spolužáci a spolužačky, kteří byli i se svými rodinami posláni do Terezína. Velmi se bála náletů. Vzpomínala, že během prvního náletu, který zažila, hrála zrovna kamarádkám na klavír Beethovenovu Patetickou, druhou větu. Poté, co začaly padat bomby, se její kamarádky schovaly pod koberec, ale ona se nemohla hnout od klavíru, ruce jí zamrzly na klávesách. Za oknem viděla, jak se hroutí věže a umírají lidé. Bylo to poprvé, co viděla mrtvého člověka. Od té doby už nikdy Patetickou nedokázala zahrát. Během každého náletu prožívala pocity mezního ohrožení. Ačkoli se náletů bála, přesto při nich dokázala malovat. Její touha po pocitu setkávání (se vznikajícím dílem, s jeho doposud neodhaleným tajemstvím, pozn. autorek) tak byla silnější než strach z bombardování.
V dětství výborně hrávala na klavír, dokonce váhala nad tím, zda půjde studovat hudbu, či malování. Zasáhla však její maminka, která prohlásila: „Kreslení je lepší, protože i s menším talentem se můžeš tvořivě uplatnit.“
V letech 1940 až 1941 navštěvovala soukromou grafickou školu v Praze. V letech 1942 až 1945 studovala na Střední grafické škole v Praze, kde byl její profesorem i Zdeněk Balaš, který ji dle jejích slov naučil vše, co mohla vědět o barvě. Rovněž ji vytrvale podporoval v její práci, což pro ni bylo tehdy velmi důležité.
V letech 1945 až 1950 studovala VŠUP v Praze pod vedením profesora Josefa Kaplického, u něhož v letech 1950 až 1953 pokračovala postgraduální aspiranturou. Považovala ho za nejosvícenějšího ze všech jejích kantorů. Na konci aspirantury se společně s Kaplickým a několika kolegy podílela na reliéfu pro Expo 58 v Bruselu.
V roce 1953 si vzala malíře, ilustrátora a grafika Jiřího Johna, jenž byl rovněž členem skupiny UB 12 a žákem Balaše a Kaplického. Zemřel v roce 1972 po dlouhé těžké nemoci. Jeho smrt ji hluboce zasáhla a silně ovlivnila i její tvorbu, zejména co se týče použití barev. Stejně tak ji poznamenala i smrt jejího syna, který zemřel v roce 1994. V letech 1991–1998 a v roce 2003 vyučovala na Mezinárodní letní umělecké akademii v Salcburku.
Stala se rovněž básnířkou – v roce 1997 vyšla pod názvem Hlava k listování kniha jejích textů a básní z let 1945–1997, kterou připravila Milena Slavická. Režisér Jaroslav Brabec o ní natočil dokument v cyklu GENUS (1996). Je jednou ze tří umělkyň vystupujících v dokumentu Moje 20. století (2005) režisérky Olgy Sommerové.
Zemřela 19. května 2014.

## Umělecká tvorba

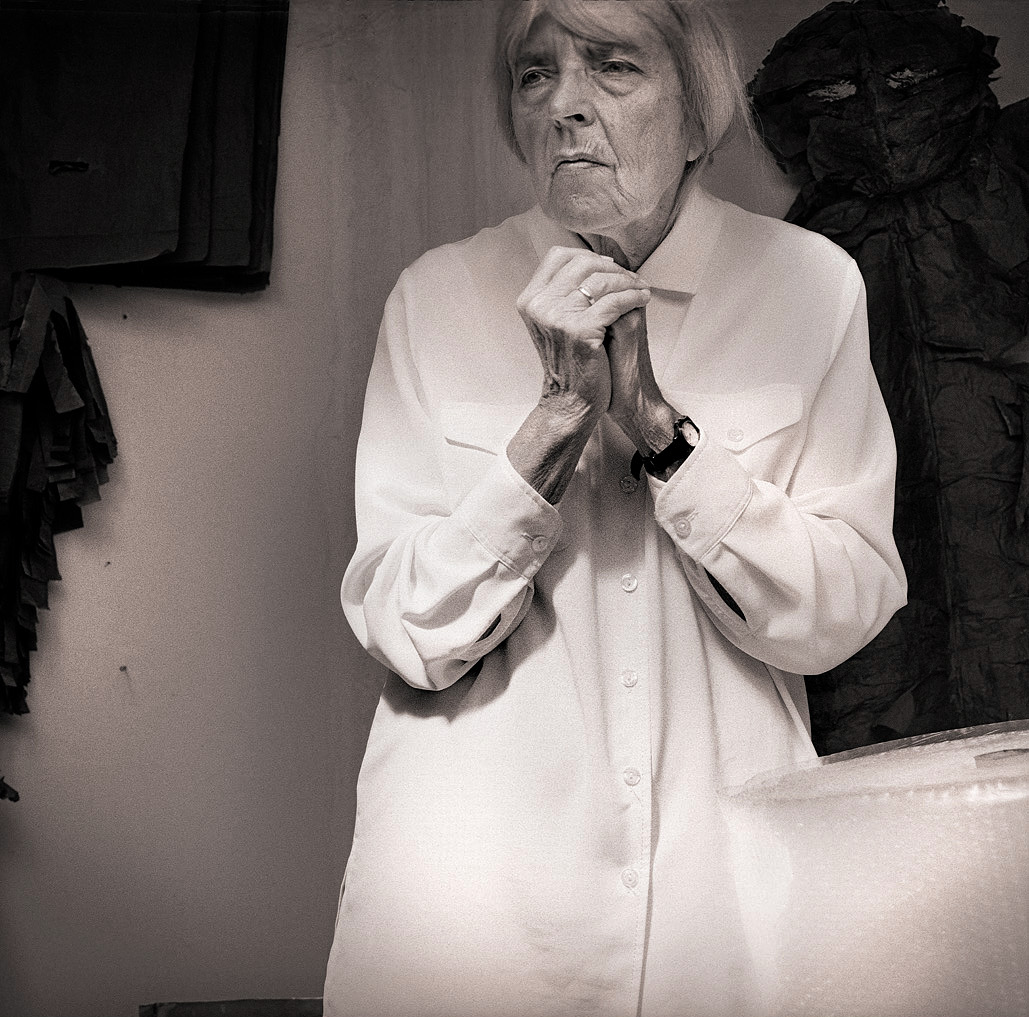
Adriena Šimotová v roce 2001, foto Jiří Jiroutek

V encyklopediích bývá zařazována jako výrazná představitelka generace šedesátých let. O její tvorbě se hovoří jako o meditativní – zabývá se tělem a jeho prostřednictvím se dotýká světa. Nesnaží se zpodobnit člověka, ale cosi pro ni důležitého z jeho duše. Z jejího díla sálá klid a jistá přesná a vyvážená jemnost.
Dle jejích vlastních slov: „Díky svému původu jsem měla tedy možnost poznat různá prostředí: zemědělský proletariát, intelektuální pražskou vrstvu a z manželovy strany dělnický proletariát. To mi umožnilo se celý život pohybovat všude dost svobodně, a to je další velký dar, který jsem dostala.“
Typickými materiály, se kterými pracovala, byly bílý ruční papír, pauzák a japan, jež vrstvila, trhala, mačkala a vytvářela z nich reliéfy a frotáže, tedy otisky.
Od roku 1960 byla členkou skupiny UB 12, která byla obdobou euroamerického hnutí Nová figurace. Do této skupiny přivedla i svou blízkou přítelkyni A. Kučerovou. Dle jejích slov ji však se členy skupiny UB 12 pojilo spíše přátelství než spojenectví. Toto přátelství výrazně ovlivnilo její život i tvorbu.
Později ji ovlivnil pop-art. Silně na ni dle jejích slov zapůsobilo setkání s knihou Martina Bubera Já a ty – ve své práci se pak snažila zkoumat dvojí postoj a dvě základní slova, která pro ni byla: Já-Ty. S její emotivní ženskou tvorbou byl vždycky spojován hluboký etický kredit – ani v nejtěžších dobách nepřijímala zakázky, se kterými se vnitřně neztotožňovala.
Do začátku 70. let stavěla její díla na zářivých barvách, nejednalo se však jen o figurální a temperové obrazy (Balkony, 1959; Zrcadlo, 1962), ale objevovaly se i první grafiky a koláže (Očista, 1967; Žízeň II, 1976). Avšak po okupaci Československa a zejména smrti manžela začaly její barvy blednout, opouštěla malbu, neboť se jí zdála příliš plytká, začala v tvorbě využívat textil a expandovala do prostoru. Po nástupu normalizace mohla vystavovat pouze neoficiálně. Oporou v tomto těžkém období jí byli přátelé a přítelkyně a rovněž zájem ze zahraničí: V roce 1970 dostala zlatou medaili na bienále ve Florencii, roku 1979 velkou cenu na bienále v Lublani a v roce 1991 byla vyznamenána Rytířským řádem za literaturu a umění ve Francii, kde poté často nejen vystavovala, ale i pracovala.
V 80. letech se jejím hlavním médiem stal papír, který různě perforovala (Návrat ztraceného syna II, 1985), promačkávala (Důlek, 1986), vrstvila a prořezávala (Podpírání, 1984) nebo z něj vytvářela celé papírové objekty (Mrtvá hlava, 1984).
V první polovině 90. let se v její tvorbě prolínaly motivy melancholie, strachu, samoty, opuštění a míjení se s objevováním magie běžných každodenních věcí a událostí (Stůl II, Židle - Pašije, 1991, Ruka I-II, 1992, Vytrácení podob, 1997). Po smrti syna navíc ve svých dílech začala vyvolávat podoby lidí jí blízkých, kteří již zemřeli – nejprve členů rodiny, následně přátel a některých spolužáků.
V roce 2004 bylo její dílo Extatická postava součástí oltáře gotického kostela sv. Anny na Starém Městě v Praze.
Sama ke svým dílům uváděla: „Nepřála bych si, aby někdo hledal v mém díle patetické poselství. To určitě ne. Ale přesto jsem ráda, když někdo tu flašku se vzkazem vytáhne. Vzkaz, to je to správné slovo. Vzkaz v mé tvorbě je možné najít. Na něj si troufám, a pak ho také každý nemusí vytáhnout. Je to věc svobodné volby. Na nikoho nenaléhám.“
I v pokročilém věku a přes určitá zdravotní omezení se nevzdávala uměleckých ambicí. Důkazem toho byla i její výstava Vyjevování, pořádaná v pražské galerii Rudolfinum, která obsahovala její práce vzniklé v letech 2008–2010.

## Ženy umělkyně a feminismus

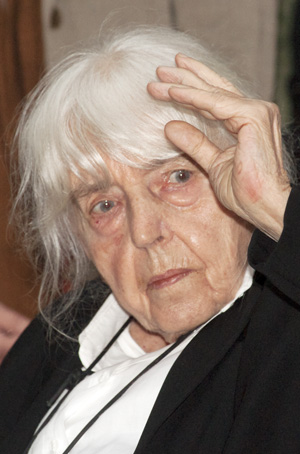
Adriena Šimotová na vernisáži své výstavy v Galerii Rudolfinum, duben 2011, foto Petr Šálek

Byť je její umělecký projev považován za feministický, ona sama se k feminismu nikdy nehlásila. Stejně jako Kmentová a další umělkyně 50. a 60. let byl pro ni zásadní spíše odpor vůči totalitnímu režimu. Dle svých vlastních slov nikdy nepociťovala diskriminaci. Nicméně umění mužů a žen považuje za rozdílné, neboť „když jde muž po lávce k cíli, nevidí nic než ten cíl a nevnímá, na co šlape. Zatímco žena vnímá všechno kolem - co se kde děje, tu šlápne vedle, tu odbočí a zase se vrátí. Možná toho cíle později dosáhne, ale jiným způsobem.“
Problematikou, jakou úlohu sehrály ženy v moderní vizuální kultuře, nejen jako umělkyně a intelektuálky, ale také jako objekty a konzumentky vizuálních obrazů „ženství“, které spoluutvářely nové, moderní formy genderové identity, se zabývá projekt Mgr. Martiny Pachmanové, Ph.D.

## Studium a odborné stáže
- 1942–1945 Střední grafická škola Praha, prof. Zdeněk Balaš
- 1945–1950 VŠUP v Praze, prof. Josef Kaplický
- 1950–1953 aspirantura na VŠUP v Praze

## Zastoupení ve sbírkách (výběr)
- Galerie výtvarného umění Ostrava
- Moravská galerie Brno
- Muzeum Kampa, Praha
- Muzeum umění a designu Benešov
- Muzeum umění Olomouc
- Národní galerie v Praze
- Galerie Benedikta Rejta v Lounech

## Samostatné výstavy
- 2024 Adéla Součková a Adriena Šimotová: 1 + 1 = 1, Galerie Villa Pellé, Praha, 2. říjen – 10. listopad 2024, kurátor Petr Vaňous.[1]
- 2014 Adriena Šimotová: Vzpomínka, Museum Kampa, Praha
- 2011 Adriena Šimotová: Vyjevování / Revelations, práce z let 2008–2010, Galerie Rudolfinum, Praha
- 2011 Adriena Šimotová: Menší ohlédnutí : Perforace, frotáže 1975–91, Museum Kampa, Praha
- 2006 Adriena Šimotová: Retrospektiva, Muzeum umění, Olomouc
- 2001 Adriena Šimotová: Retrospektiva, Národní galerie Praha, Veletržní palác, Praha
- 2000 Tři (s Janem Mertou a Jiřím Černickým), Galerie Sýpka
- 1999 S kolemjdoucím II, AP galerie, Praha
- 1999 Adriena Šimotová: S kolemjdoucím, Dům umění, Zlín
- 1999 Grafika 1965–1995, Prácheňské muzeum, Písek
- 1999 Stopy pamätek, Galéria Medium, Bratislava
- 1998 Adriena Šimotová. Izbrisane podobe, Umetnostna galerija Maribor, Rasztavni salon Rotovž, Maribor
- 1998 Grafika 1965–1997 Prácheňské muzeum, Písek
- 1998 Arbeiten mit Papier, Internationale Sommerakademie für Bildende Kunst, Salcburk
- 1998 V hranicích dorozumění, Galerie Šternberk, Šternberk
- 1998 Adriena Šimotová, Couttsbank, Vídeň
- 1998 Was vergeht und was bleibt, Galerie in Trakelhaus, Salcburk
- 1998 Hostinné Adrieny Šimotové, Muzeum antického umění, Hostinné
- 1998 Mapování dotykem, Dům umění, České Budějovice
- 1998 První hlasy, Galerie Behémót, Praha
- 1997 Gedächtnis der Familie, České centrum, Berlín
- 1997 Prchavost trvání, Galerie Jiřího Jílka, Šumperk
- 1997 Adriena Šimotová, cyklus Česká grafika, Galerie umění, Karlovy Vary
- 1997 Co tělo vyzařuje, výstavní síň Centra kultury a vzdělávání, Ostrava-Přívoz
- 1997 Poloviny, Galerie 761, Ostrava
- 1996 Adriena Šimotová, Galerie Aspekt, Brno
- 1996 Grafika 65-95, Galerie Bašta, Prostějov
- 1996 Co mizí a co zůstává, DUmB, Brno
- 1996 Mémoire de famille, Paměť rodiny, Nová síň, Praha
- 1996 Mémoire de famille, Galerie de France, Paříž
- 1995 Tváře, Galerie Gema art, Praha
- 1995 Adriena Šimotová, Galerie Saint-Séverin, Paříž
- 1995 Adriena Šimotová: Odrazy, Galerie 60/70, Praha
- 1995 Co mizí a co zůstává, Muzeum Aš
- 1994 O blízkém a vzdáleném, výstavní síň Mánes, Praha; Severočeská galerie výtvarného umění v Litoměřicích; 1995, Oblastní galerie Vysočiny, Jihlava;
- 1995 Dům umění, Opava; 1995, Turčianska galéria, Martin
- 1994 Zwei Räume, Galerie Christine König, Vídeň
- 1994 Stopy (pastely a instalace), Galerie Planá, Planá u Mariánských Lázní
- 1993 Fragmenty, Adriena Šimotová: Práce z posledních let, Art galerie Aleny Zezulové, Žďár nad Sázavou
- 1993 Grafika, Galerie Gema-art, Praha
- 1993 Plovoucí láhve, Galerie Béhemot, Praha
- 1993 Dotyk barvou, Galerie Půda, pedagogická fakulta Univerzity Palackého, Olomouc
- 1992 Kresby 1970–1992, Výstavní síň Emila Filly, Ústí nad Labem
- 1993 Tisch-wächter, Galerie Knoll, Budapešť
- 1992 Tisch-wächter, Hypo Galerie im Romanischen Keller (ve spolupráci s Galerie Christine König), Salcburk
- 1992 Objekte und Zeichnungen, Galerie Christine König, Vídeň
- 1991 Kresby 1965–1990, Malovaný dům, Třebíč
- 1991 Svěcení reality, Galerie u bílého jednorožce, Klatovy
- 1991 Miesto veci, Klub priateľov českej kultúry, Bratislava
- 1991 Magie věcí, Malá výstavní síň Galerie Benedikta Rejta, Louny
- 1991 Svěcení reality, Západočeská galerie Masné krámy, Plzeň
- 1991 Radierung/Arbeiten mit papier, Internationale Sommerakademie für Bildende Kunst, Galerie Slavi, Grödig u Salcburku
- 1991 Adriena Šimotová, Galerie de France, Paříž
- 1990 Adriena Šimotová/Cesta, Galerie výtvarného umění, Opava
- 1990 Frottangen und Zeichnungen, Galerie Christine König, Vídeň
- 1990 Setkání 1969–1990, Galerie hlavního města Prahy, Staroměstská radnice, Praha
- 1989 Mapování prostoru (Tělo kláštera), bývalý františkánský klášter, Hostinné
- 1989 Dialog: Adriena Šimotová – Václav Stratil, Galerie moderního umění, Hradec Králové
- 1989 Cesta, Malá výstavní síň OKS, Liberec
- 1989 Problém hlavy, Oblastní galerie, Liberec
- 1989 Kresba a prostor, Ústřední dům železničářů, Praha
- 1988 Instalace (s Václavem Stratilem), bývalý františkánský klášter, Hostinné
- 1987 Kresby, Galerie Sovinec, Sovinec
- 1987 Tváře, Galerie Opatov, Praha
- 1986 Práce na papíře, Dům umění města Brna, DpzK, Brno
- 1985 Kresby, bývalý františkánský klášter, Hostinné
- 1985 Otisky, kresby, ilustrace (s Jiřím Johnem), Knihkupectví V Křižáku, Příbram
- 1984 Stopy doteků, Malá galerie Vysoké školy veterinární, Brno
- 1984 Prostorové kresby, bývalý františkánský klášter, Hostinné
- 1983 Otisky, Galerie 55, Kladno
- 1983 Grafika, Galerie umění, Karlovy Vary, Letohrádek, Ostrov nad Ohří
- 1983 Two artists from Prague (se Stanislavem Kolíbalem), Riverside Studios, Londýn
- 1982 Empreintes, Galerie de France, Paříž
- 1982 Adriena Šimotová, Galerie Witte-Baumgartner, Západní Berlín
- 1981 Papírové objekty, foyer divadla, Kolín
- 1981 Textilní koláže, papírové objekty, foyer divadla, Český Těšín
- 1981 Samostatná výstava na The 14th International Biennal of Graphic Art, Lublaň
- 1980 Grafika, Divadlo hudby, Ostrava
- 1980 Kresby, ilustrace, objekty, Ústav makromolekulární chemie, Praha
- 1978 Grafik, Kunsthallen, Uppsala
- 1978 Grafika, Dům kultury, České Budějovice
- 1978 Adriena Šimotová: Kresby, Klub školství a vědy Bedřicha Václavka, Brno
- 1978 Grafika Adrieny Šimotové, Divadlo hudby, Olomouc
- 1977 Vymezení a komunikace, ateliér Josefa Mžyka, dům Mlynářka, Praha
- 1976 Graphic Art (s Alenou Kučerovou), Jacques Baruch Gallery, Chicago
- 1970 Obrazy a kresby, Galerie Václava Špály, Praha
- 1968 Adriena Šimotová: Soudobá česká grafika a kresba (s Jiřím Johnem), Oblastní galerie, Liberec
- 1968 Grafika, Galerie Václava Špály, Praha
- 1965 Obrazy a grafika, Galerie Československý spisovatel, Praha
- 1960 Pastely a tempery, Síň Lidové demokracie (s Věrou Janouškovou), Praha

### Další výstavy
- 2020 Adriena Šimotová, Jiří John: Dvojí obrazotvornost, 27. 2. – 2. 8. 2020, Oblastní galerie Vysočiny v Jihlavě, kurátor: Pavel Brunclík.[2]

## Vyznamenání
- Řád umění a literatury   rytíř
- Medaile Za zásluhy   1. stupně